# Topps Comics

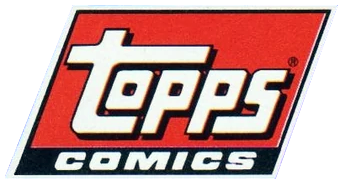
Logo de Topps Comics

Topps Comics est une maison d'édition de bande dessinée américaine, filiale du groupe Topps, active de 1993 à 1998. Durant sa brève existence, elle a principalement produit des adaptations en bande dessinée de films, livres et séries télévisées populaires, ainsi que plusieurs comic books à partir d'idées de Jack Kirby, alors retraité.